# 骶神经丛
骶神经丛（sacral plexus）又称薦神經叢、骶丛、薦叢，是一个用于为大腿后部、大部份小腿和脚以及部份骨盆提供动作和感觉神经的神经丛。骶神经丛是腰骶神经丛的一部分，发源于腰椎和骶骨（L4-S4），是由腰骶幹（第四、第五腰神经根）以及全部骶神经（第一至第五骶神经根）和尾神经前支组成的神经丛。
骶神经丛病是一种影响骶神经丛神经的疾病，通常因为外伤、神经压迫、血管疾病或感染引起。症状可能包括：疼痛、失去运动能力、感觉缺陷。

## 结构
骶神经丛是由以下部份组成的：
- 腰骶幹
- 第一骶神经的前分支
- 第二和第三骶神经的前分支的一部分

形成骶神经丛的神经汇聚到坐骨大孔的下部，一起形成一个扁平的带状结构，并从其前表面和后表面分出多个分支。
这个带状结构继续延伸为坐骨神经，其在大腿后部分成两个神经：胫神经和腓神经。这两条神经有时可以从神经丛中分离，并且随时都可以通过解剖看到这两条神经的独立性。人们通常将骶神经丛和腰神经丛看作一个大的神经丛，称之为腰骶神经丛。并且腰骶干连接这两个神经丛。

### 位置与联系
骶神经丛位于盆腔内的后部，在骶骨及梨状肌和盆腔筋膜前方、髂血管后方，其分支分布于盆壁、臀部、会阴、股后部、小腿以及足部的肌肉和皮肤。在骶神经丛前面的解剖构造有：髂内动脉、髂内静脉、输尿管、乙状结肠。上臀动脉和静脉穿行于腰骶干与第一骶神经之间，而下臀动脉和静脉穿行于第二和第三骶神经之间。

## 更多图片

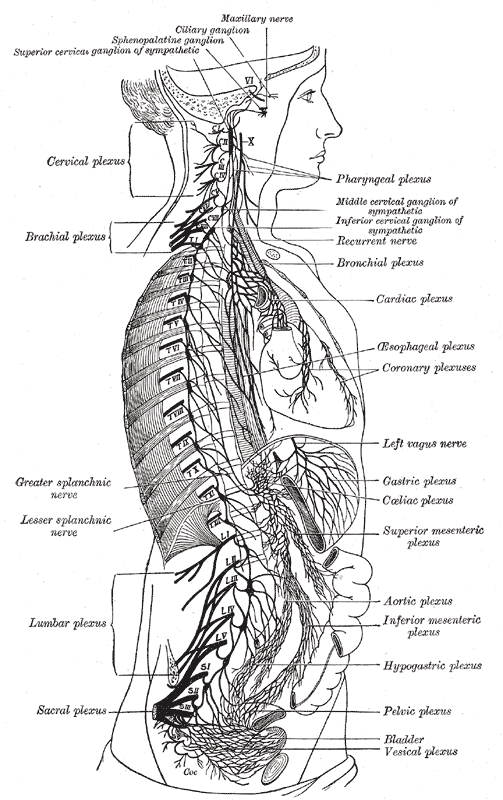
右侧交感链及其与胸部、腹部和盆腔丛的联系
一个示意图
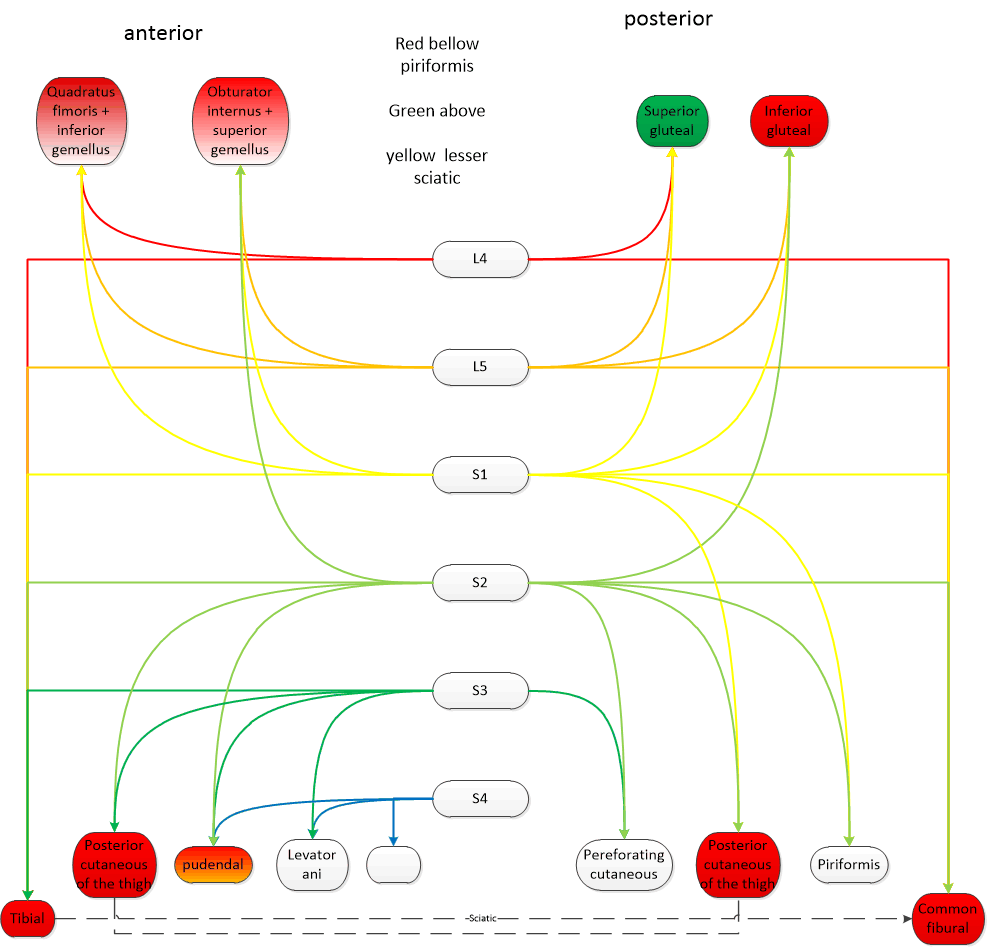
骶神经丛示意图